# Ryan Cochrane (Schwimmer)
Ryan Cochrane (* 29. Oktober 1988 in Victoria) ist ein kanadischer Freistilschwimmer.
Ryan Cochrane startet für Island Swimming und wird von Randy Bennet trainiert. Er ist auf die Freistilmittelstrecken von 400 bis 1500 m spezialisiert. Seinen internationalen Durchbruch hatte der Kanadier 2006 im Rahmen der Commonwealth Games in Melbourne, wo er Achter über 400 m und Fünfter über 1500 m wurde. Ursprünglich sollte er noch mit dem Juniorennationalteam seines Landes antreten, doch qualifizierte er sich überraschend für das Großereignis. Bei den Pan-Pazifik-Meisterschaften desselben Jahres in seiner Heimatstadt Victoria erreichte er die Finals in den drei Freistilrennen von 400 bis 1500 m. Über 400 m wurde er Siebter, über 1500 m verpasste er eine Medaille als Vierter nur knapp, über 800 m gewann er Bronze. In Shanghai startete er auch noch bei den Kurzbahnweltmeisterschaften, wo der Kanadier Siebter über 1500 m wurde. Bei den Weltmeisterschaften 2007 in Melbourne schied Cochrane über 400 und 1500 m schon in den Vorläufen aus. Nur über 800 m erreichte er das Finale, wo er Siebter wurde.
2008 startete Cochrane in Peking bei seinen ersten Olympischen Spielen. Auf der 400-m-Strecke schied er im Vorlauf aus. Zum größten Erfolg wurde der Gewinn der Bronzemedaille hinter dem Tunesier Oussama Mellouli und Grant Hackett aus Australien. Bei den Commonwealth Games 2010 in Neu-Delhi siegte er über 400 m Freistil und 1500 m Freistil. Das Gleiche gelang ihm bei den Commonwealth Games 2014 in Glasgow.
Cochrane hält die kanadischen Rekorde über 400, 800 und 1500 m.